# Aglycone
Un aglycone ou une génine est un composé organique constitué de la partie non glucidique d'un hétéroside ; il s'agit donc du groupe auquel un sucre (ose) est lié dans l'hétéroside, et dans lequel ledit sucre est remplacé par un atome d'hydrogène.
Par exemple, comme de nombreux composés organiques présents dans la nature, l'apigénine, une flavone, est présente naturellement sous la  forme d'un hétéroside, l'apigétrine, où elle est liée à un sucre, en l'occurrence le D-glucose. On peut donc définir l'apigénine comme l'aglycone de l'apigétrine, et inversement, l'apigétrine est l'un des hétérosides de l'apigénine (il en existe au moins un autre, l'apiine, où cette fois l'apigénine est liée avec l'apioglucose).

Apigénine : aglycone
D-glucose : ose
Apigétrine : hétéroside